# Buddy Childers
Pour les articles homonymes, voir Childers.
Marion "Buddy" Childers  (1926-2007) était un trompettiste de jazz américain.

## Biographie
Trompettiste autodidacte, Buddy Childers est engagé en 1942, à l’âge de 16 ans, comme lead trumpet. Il reste à ce poste jusqu’en 1954. De 1950 à 1953, la puissance du jeu de Buddy Childers allié aux prouesses stratosphériques de Maynard Ferguson font de la section de trompette du big band de Kenton, une des plus spectaculaires de l’histoire du jazz. On a pu l’entendre aussi dans les orchestres de  Benny Carter, Les Brown, Woody Herman et Tommy Dorsey. Il se lance  ensuite une importante carrière de musicien de studio, travaillant pour la radio, la télévision et le cinéma.
Buddy Childers  a enregistré quelques albums avec sa propre formation pour le label « Candid ».
Surtout connu pour ses talents de lead trumpet, Buddy Childers est aussi un soliste attachant.